# SC Preußen Stettin
Der SC Preußen Stettin war ein deutscher Sportverein aus Stettin, welcher am 1. Mai 1901 als FC Preußen Stettin gegründet wurde. 1905 erfolgte die Umbenennung in SC Preußen Stettin.

## Fußball
Der FC Preußen Stettin war Gründungsmitglied des Verbandes Stettiner Ballspiel-Vereine. 1905 erfolgte die Gründung des Verbandes Pommerscher Ballspiel-Vereine (VPBV) ebenfalls mit Preußen Stettin als Gründungsmitglied. In der ersten Spielzeit des Verbandes bildete Preußen mit der Stettiner SVgg Wacker eine Spielgemeinschaft, diese wurde nach der Spielzeit wieder gelöst. 1911/12 und 1912/13 wurde der Verein pommerscher Fußballmeister, da der Verband aber keinem der sieben großen Regionalverbänden angehörte, waren die pommerschen Fußballmeister in dieser Zeit nicht für die Endrunde um die deutsche Fußballmeisterschaft qualifiziert.
1913/14 erfolgte dann der Anschluss des VPBV an den Baltischen Rasen- und Wintersport-Verband. In den kommenden Spielzeiten erreichte Preußen Stettin in der Bezirksliga Stettin Mittelfeldplatzierungen. 1923/24 und 1924/25 wurde jeweils der zweite Platz in der Liga erreicht. Ab 1927/28 waren jeweils die drei besten Stettiner Vereine für die pommersche Fußballendrunde qualifiziert. Preußen Stettin wurde in der Bezirksliga Stettin Drittplatzierter, in der pommerschen Endrunde konnte dann jedoch der Lokalrivale Stettiner FC Titania in einem Entscheidungsspiel mit 3:1 geschlagen werden, so dass Preußen zum ersten Mal in die baltische Fußballendrunde einzog. In dieser erreichte Stettin den zweiten Platz, man musste sich nur dem Seriensieger VfB Königsberg mit 1:2 und 0:6 geschlagen geben. Durch die baltische Vizemeisterschaft qualifizierte sich Stettin für die deutsche Fußballmeisterschaft 1927/28, schied dort jedoch bereits im Achtelfinale nach einer 1:4-Niederlage auf der heimischen Hans-Peltzer-Kampfbahn gegen Holstein Kiel aus. Auch 1928/29 erreichte Preußen Stettin durch einen dritten Platz in der Bezirksliga Stettin die pommersche Endrunde, unterlag aber in dieser Spielzeit dem VfB Stettin und dem Stettiner FC Titania.
1930 wechselte der Kreis Pommern vom Baltischen Sport-Verband in den Verband Brandenburgischer Ballspielvereine, Preußen Stettin fiel wieder ins Mittelfeld zurück. Im Zuge der Gleichschaltung wurde der Verband Brandenburgischer Ballspielvereine wenige Monate nach der Machtübernahme der Nationalsozialisten im Jahre 1933 aufgelöst. Mit der Gauliga Pommern gab es ab 1933 eine neue oberste Spielklasse. Durch den fünften Tabellenplatz in der Bezirksliga Stettin 1932/33 qualifizierte sich Preußen für die Gauliga. Dort erreichte der Verein jeweils Mittelfeldplatzierungen. 1937 fusionierte der Verein mit 1. Stettiner SV Borussia-Poseidon 1900 zum SV Preußen-Borussia Stettin.

### Sportliche Erfolge
- Deutsche Fußballmeisterschaft:
  - Achtelfinale: 1927/28
- Baltische Fußballmeisterschaft
  - Vizemeister: 1927/28
- Pommersche Fußballmeisterschaft:
  - Meister: 1911/12, 1912/13, 1927/28
  - Vizemeister: 1906/07
  - Dritter: 1905/06, 1928/29

## Sportstätte
Der SC Preußen Stettin trug seine Spiele in der Hans-Peltzer-Kampfbahn im nordwestlichen Stadtteil Neuwestend aus. 1933 musste das Stadion in Preußenplatz an den Stoewerwerken umbenannt werden. Das Stadion trägt heute den Namen Miejski Stadion Lekkoatletyczny w Szczecinie und wird hauptsächlich für die Leichtathletik genutzt.

## Leichtathletik
Mehrere Leichtathleten des SC Preußen Stettin konnten in den 1920er und 1930er Medaillen bei den Deutschen Leichtathletik-Meisterschaften erreichen:
| Gold | Silber | Bronze | Gesamt |
| ---- | ------ | ------ | ------ |
| 18   | 6      | 7      | 31     |

| - 1922 - Gold im 1500-Meter-Lauf: Otto Peltzer - 1923 - Gold im 800-Meter-Lauf: Otto Peltzer - Gold im 1500-Meter-Lauf: Otto Peltzer - 1924 - Gold im 800-Meter-Lauf: Otto Peltzer - Gold im 1500-Meter-Lauf: Otto Peltzer - Bronze im 110-Meter-Hürdenlauf: Fritz Köpke - Bronze im Weitsprung: Fritz Köpke - 1925 - Gold im 800-Meter-Lauf: Otto Peltzer - Gold im 1500-Meter-Lauf: Otto Peltzer - Bronze im Hochsprung: Fritz Köpke - 1926 - Gold im 400-Meter-Lauf: Otto Peltzer - Gold im 1500-Meter-Lauf: Otto Peltzer - Bronze im 1500-Meter-Lauf: Willi Boltze - Gold im 400-Meter-Hürdenlauf: Otto Peltzer - Gold in der 3 × 1000-m-Staffel: Willi Boltze, Hein Heller, Otto Peltzer - 1927 - Gold im 1500-Meter-Lauf: Willi Boltze - Bronze im 5000-Meter-Lauf: Willi Boltze - Gold im 400-Meter-Hürdenlauf: Otto Peltzer - Silber im 400-Meter-Hürdenlauf: Dietrich Gerner - Silber im Hochsprung: Fritz Köpke - Bronze im Weitsprung: Willi Meier | - 1928 - Silber in der 4 × 1500-m-Staffel: Hellpapp, Feldmüller, Friedrich Sawahn, Otto Peltzer - Bronze im Weitsprung: Lieselotte Siebert - 1929 - Silber im 800-Meter-Lauf: Otto Peltzer - Gold im Hochsprung: Fritz Köpke - 1930 - Silber im Hochsprung: Fritz Köpke - 1931 - Gold im 800-Meter-Lauf: Otto Peltzer - Gold im Hochsprung: Fritz Köpke - 1932 - Gold im 800-Meter-Lauf: Otto Peltzer - Silber im 1500-Meter-Lauf: Waldemar Hellpapp - 1934 - Gold im 800-Meter-Lauf: Otto Peltzer |

## Handball
Die Feldhandballabteilungen der Männer und Frauen des SC Preußen Stettin spielten in den 1930er Jahren in der erstklassigen Handball-Gauliga Pommern. Die Frauen qualifizierten sich als Gaumeister für die Deutsche Feldhandball-Meisterschaft der Frauen 1933/34, die Deutsche Feldhandball-Meisterschaft der Frauen 1935/36 und die Deutsche Feldhandball-Meisterschaft der Frauen 1936/37, schieden jedoch jeweils in der ersten Runde aus.